# 유광렬 (1898년)
유광렬(柳光烈, 1898년 6월 27일 ~ 1981년 11월 1일)은 일제강점기와 대한민국의 언론인 겸 정치인이다.

## 생애
경기도 파주군의 양반 가문 출신이다. 경제적으로 어려운 형편이라 학교는 다니지 못했고, 한학을 공부한 뒤 독학으로 외국어를 익혔다.
1914년에 신학문을 배우기 위해 상경하여 경성부의 보성법률상업학교에 입학했으나, 2개월 만에 학교를 그만두었다. 1917년에는 방정환과 함께 청년구락부를 조직하고 기관지 《신청년》을 발행하며 청년 운동에 뛰어들었다.
1919년에 조선총독부 기관지인 《매일신보》에 입사하여 언론계에 입문했다. 1920년 《동아일보》가 창간할 때 합류하여 후에 사회부장에 올랐다. 1924년에는 《조선일보》로 옮겨 사회부장을 지냈고, 《중외일보》 편집국 차장과 매일신보 편집국장을 역임했다.
일제 강점기 말기에는 조선임전보국단과 조선언론보국회에 가담하였고, 《조광》의 주요 필진이기도 했다. 중일 전쟁 때 중국 전선에 종군하고 기록을 남긴 것을 비롯하여, 조광에 기고한 〈대동아전쟁 3년〉(1944) 등 친일 논설이 다수 남아 있다.
태평양 전쟁 종전 후에는 1949년 국회의장 신익희의 비서실장으로 임명되어 정계에 뛰어들었다.두 차례 낙선 끝에 1960년에는 제5대 민의원으로 당선되었으며, 《자유신문》 주필과 《한국일보》 논설위원 등을 지내며 보수주의 계열에서 언론 활동을 병행하였다.
일제 강점기 말기에 친일 행적이 있음에도 1960년대와 1970년대에 걸쳐 꾸준히 독립유공자를 심사하는 심사위원으로 활동하였다. 문화훈장 대한민국장도 수여받았다. 이러한 점을 들어 유광렬이 '변신의 귀재'로서 일제 강점기의 행적을 의도적으로 감추고 언론계와 정치계에서 화려한 경력을 쌓았다는 비판도 있다.
2008년 공개된 친일인명사전 수록예정자 명단 중 언론/출판 분야에 선정되었으며 친일반민족행위진상규명위원회가 발표한 친일반민족행위 705인 명단에도 포함되었다.

## 역대 선거 결과
|  | 47.37% |

|  | 22.72% |

## 같이 보기
- 매일신보